# Transparente de Croncels
Transparente de Croncels es una  variedad cultivar de manzano (Malus domestica). 
Criado por Ernest Baltet e introducido en 1869 por "Baltet FrFres", Croncels, Troyes, Francia. Las frutas tienen una carne blanca suave, bastante tosca, seca y cremosa con un sabor dulce y ligeramente aromático.

## Sinónimos
- "Croncels",
- "Croncels Transparent",
- "Eisapfel von Croncels",
- "Glasapfel",
- "Pomme de Croncels",
- "Transparent de Concelles",
- "Transparent de Conseils",
- "Transparent de Croncelles",
- "Apfel von Croncels",
- "Apfel aus Croncels",
- "Durchsichtiger von Croncels",
- "Transparent de Croncels".[4]

## Historia
'Transparente de Croncels' es una variedad de manzana, desarrollada por Ernest Baltet e introducido en 1869 por Baltet Fr res, Croncels, Troyes (Francia). El padre de la variedad se piensa que pueda ser 'Antonovka'.
'Transparente de Croncels' se cultiva en la National Fruit Collection con el número de accesión: 1948-683 y Accession name: Transparente de Croncels.

## Características

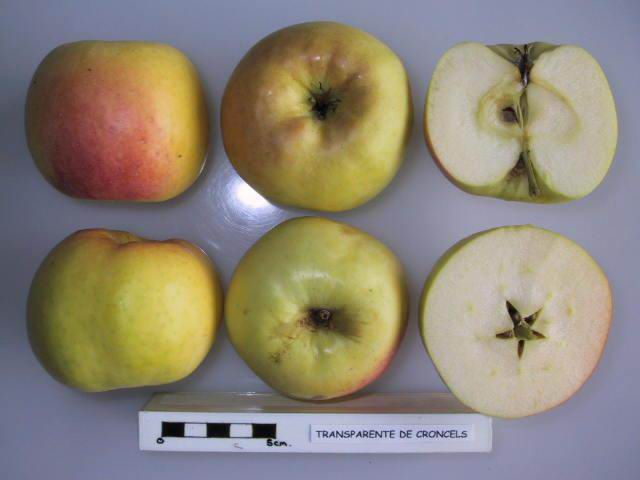
La Manzana 'Transparente de Croncels' seccionada.

'Transparente de Croncels' árbol de extensión vertical, de vigor moderado. Tiene un tiempo de floración que comienza a partir del 2 de mayo con el 10% de floración, para el 7 de mayo tiene una floración completa (80%), y para el 15 de mayo tiene un 90% caída de pétalos.
'Transparente de Croncels' tiene una talla de fruto grande; forma amplio globo cónica, con una altura de 55.00mm, y con una anchura de 70.00mm; con nervaduras medio débiles, corona débil; epidermis con color de fondo amarillo blanquecino, con sobre color naranja en una cantidad de color superior bajo-media, con sobre patrón de color placa, en la cara expuesta al sol y tiene un brillo satinado, "russeting" (pardeamiento áspero superficial que presentan algunas variedades) muy bajo; ojo abierto y grande, colocado en una cuenca ancha y moderadamente profunda que está rodeada por una corona irregularmente nudosa; pedúnculo medio corto, delgado y está colocado en una cavidad profunda y estrecha que generalmente está oxidada; piel delgada con una floración pálida en la madurez. Fácilmente magullado; pulpa de color blanco cremoso, de grano grueso y suave. Dulce, vinoso y aromático. Jugosidad seca, y alto contenido de vitamina C.
Su tiempo de recogida de cosecha se inicia a principios de septiembre. En almacenamiento en frío no se mantiene bien; la fruta se vuelve harinosa poco después de la cosecha.
'Transparente de Croncels'  es el Parental-Madre de las variedades de manzanas:
- 'Transparente de Bois Guillaume'[4]

## Usos
Una buena manzana de uso culinario. Las rebanadas mantienen su forma y se vuelven dulces, ácida, muy sabrosa y de color amarillo brillante. También se usa para hacer anillos de manzana. Muy buena para hacer gelatina de manzana.